# Tubu

Siedlungsgebiet der Tubu in Afrika

Die Tubu (auch Toubou, Tib(b)u, oder Tebu) sind eine Volksgruppe in der zentralen Sahara. Sie unterteilen sich in die beiden Untergruppen der Teda und Daza, die ihrerseits aus zahlreichen, oft rivalisierenden und teilweise verfeindeten Clans bestehen. Ihre Sprachen, Tedaga und Dazaga, gehören zur Gruppe der saharanischen Sprachen. Obwohl Tedaga und Dazaga nahe verwandt und wechselseitig verständlich sind, betrachten sich Teda und Daza nicht als Angehörige desselben Volkes.

## Geschichte und Gesellschaft

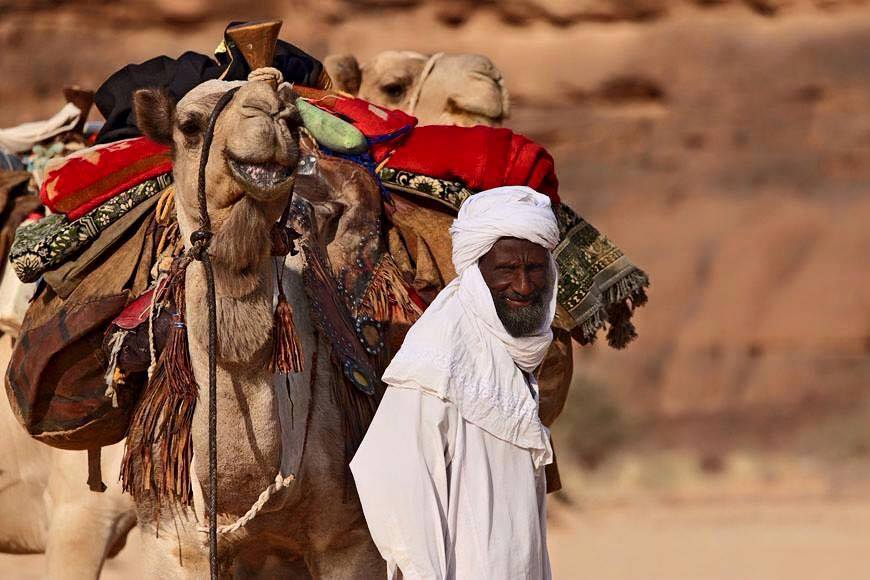
Ein Tubu auf Reisen in der Wüste

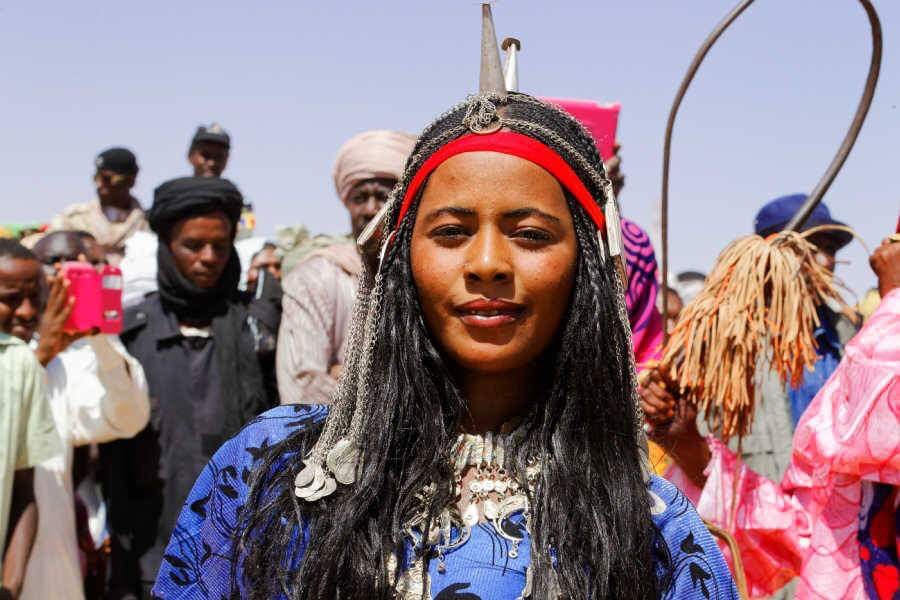
Eine Daza in Tschad

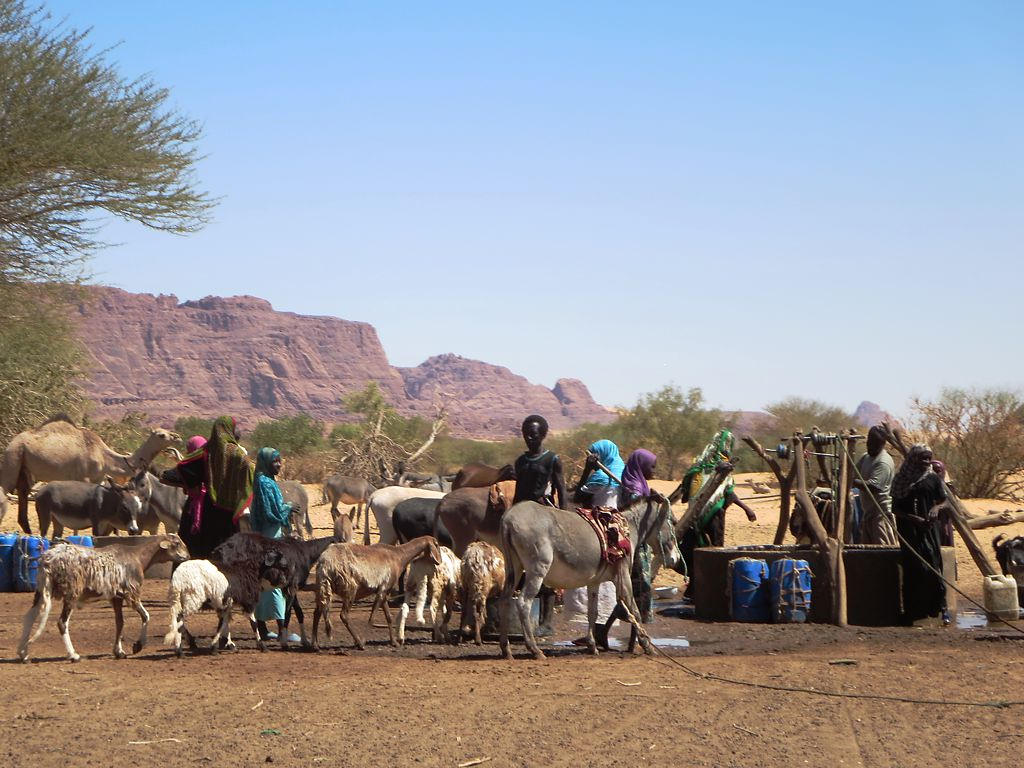
Tubu-Nomaden bei einem Brunnen im Ennedi-Massiv

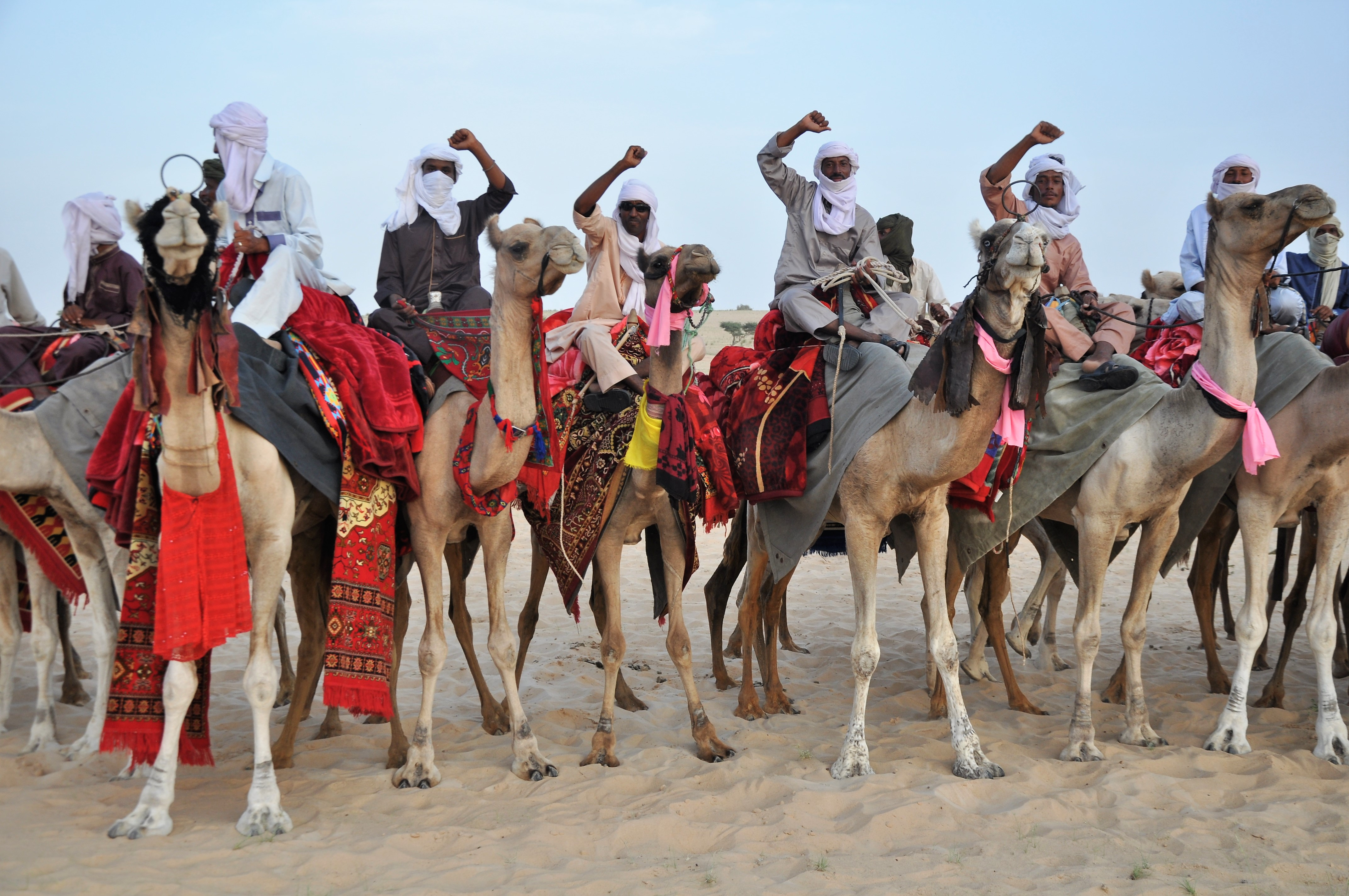
Tubu-Krieger auf ihren Kamelen

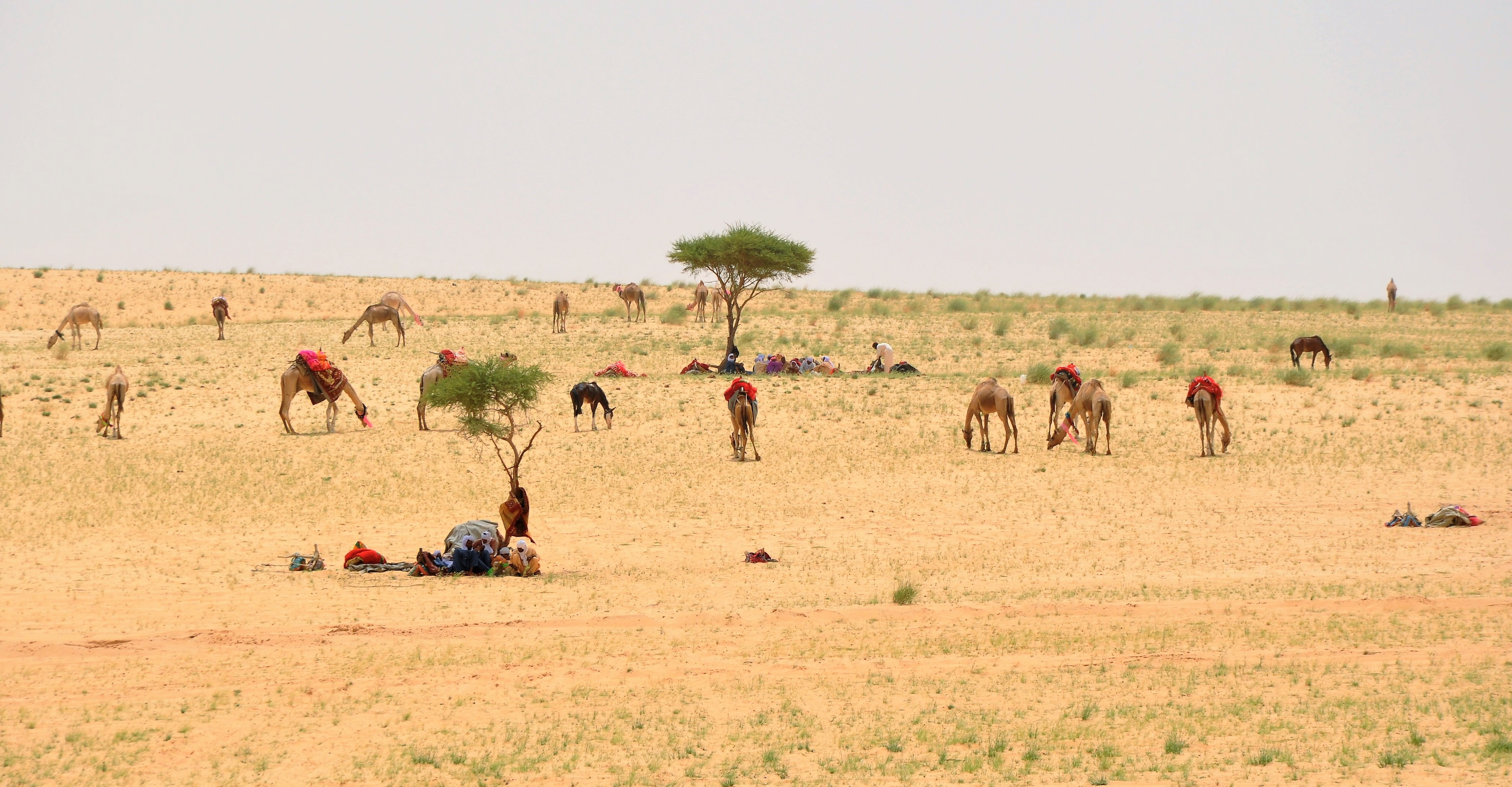
Ein Tubu-Lager in der Wüste in Niger

Die Tubu („Menschen des Gebirges / Felsenmenschen“) besiedelten früher große Teile der zentralen Sahara in den heutigen Staaten Tschad, Sudan, Libyen und Niger. Allerdings wurden sie durch die Arabisierung Nordafrikas sowie die Expansion der Tuareg zunehmend zurückgedrängt. Heute leben die meisten Tubu im Norden des Tschadbeckens; Zentrum dieses Siedlungsgebietes ist das Tibestigebirge, das aber nur rund 25.000 Einwohner zählt. Annähernd 350.000 Menschen muslimischen, aber ihren Gewohnheiten angepassten Glaubens zählen auf einer Gesamtfläche von 1.300.000 km² zu ihnen. Sie sind eher als eine Konföderation von Clans denn als Volk zu beschreiben.
Die Tubu sind Hirtennomaden, die vor allem Ziegen und Schafe halten, außerdem wird Kamelzucht betrieben. Als Arbeits- und Lasttiere werden zudem Esel gehalten. Früher waren die Tubu auch oft Karawanenführer auf der Bornustraße zwischen dem Tschadsee und Tripolis (siehe: Transsaharahandel). Im Gegensatz zu den im Westen benachbarten Tuareg besitzen die Tubu eine egalitäre Gesellschaftsform, die Stellung der Frauen ist stärker als in den meisten anderen islamischen Volksgruppen. Sie widerstanden allen französischen Kolonisationsversuchen zwischen 1913 und 1965.
Im Konflikt zwischen Libyen und dem Tschad um den Aouzou-Streifen (1973–1994) kooperierten die Tubu im Tschad unter Führung von Goukouni Oueddei zeitweilig mit Libyen gegen die Zentralregierung in N’Djamena, ohne aber den Anspruch auf den Aouzou-Streifen aufzugeben. Im Osten der Republik Niger schlossen sie sich in den 1990er Jahren zur paramilitärischen Organisation Front démocratique pour le renouveau (FDR) zusammen, um sich mit bewaffnetem Widerstand gegen die wirtschaftliche und politische Benachteiligung durch das Militärregime zu wehren.
In Libyen verfolgte die Regierung unter Muammar al-Gaddafi die Arabisierung des Südens und seit 2007 eine systematische Politik, mit dem Ziel, den einheimischen Tubu die libyschen Staatsbürgerrechte zu verweigern. Die Zahl der Tubu im Fessan wird auf 350.000 bis 400.000 geschätzt. Im Bürgerkrieg 2011 kämpften die libyschen Tubu auf Seiten der Rebellen gegen die Truppen Gaddafis und die von ihm ins Land geholten Söldner aus den südlichen Nachbarstaaten. Seit Mitte 2011 tragen freiwillige Tubu-Verbände die Hauptlast der Verteidigung der Südgrenze Libyens zwischen Algerien, Niger und Tschad. Neben Schmugglern von Waffen, Drogen und Flüchtlingen sind hier vor allem ins Land drängende al-Qaida-Anhänger Hauptgegner.
Im Februar 2012 kam es in Kufra zu Kämpfen zwischen Tubu und den arabischstämmigen Suwaja, bei denen etliche Menschen starben. Ein Sprecher der Suwaja erklärte, man habe sich gegen Kämpfer aus den Nachbarländern Tschad und Sudan zur Wehr gesetzt. Ende März 2012 brachen in Sabha heftige Kämpfe zwischen Tubu und dem arabischen Stamm Abu Seif aus, die über einhundert Todesopfer forderten.
Im Bürgerkrieg in Libyen ab 2014 teilten sich die Tubu in verschiedene Milizen auf, von denen einige ihre Macht vergrößern und Ölfelder unter ihre Kontrolle bringen konnten. Insgesamt wurden die Tubu aber durch rivalisierende Kriegsparteien an den Rand gedrängt.
Musikinstrumente werden traditionell nur von Männern gespielt. Von identitätsstiftender Bedeutung für die Kultur der Tubu ist die Binnenspießlaute keleli. Ein weiteres Saiteninstrument ist die einsaitige Fiedel kiiki. Des Weiteren werden drei unterschiedlich große zweifellige Trommeln verwendet. Junge Frauen pflegen bei Festen Chorgesänge.

## Bekannte Tubu
- Malam Maman Barka (1959–2018), Musiker aus Niger
- Hissène Habré (1942–2021), Rebellenführer und später Präsident des Tschad (ein Daza)
- Mahamat Nouri (* 1947), Rebellenführer im Tschad (ein Daza)
- Goukouni Oueddei (* 1944), Staatsoberhaupt Tschads von 1979 bis 1982 (ein Teda)